# Alfredo Reyes (taekwondo)
Alfredo Reyes es un deportista ecuatoriano que compitió en taekwondo. Ganó una medalla de bronce en el Campeonato Panamericano de Taekwondo de 1978, en la categoría de +80 kg.

## Palmarés internacional
| Campeonato Panamericano | Campeonato Panamericano   | Campeonato Panamericano | Campeonato Panamericano |
| Año                     | Lugar                     | Medalla                 | Categoría               |
| ----------------------- | ------------------------- | ----------------------- | ----------------------- |
| 1978                    | Ciudad de México (México) | Medalla de bronce       | +80 kg                  |